# La Grange (Tennessee)
Pour les articles homonymes, voir La Grange.
La Grange est une ville américaine du comté de Fayette, dans l'État du Tennessee. 
Au recensement de 2000, la population s'élevait à 136 personnes.
Le Bureau du recensement des États-Unis indique une superficie de 4,1 km² pour La Grange.
La Grange fut un village de l'époque de la Louisiane française situé sur une colline surplombant la rivière à Margot. Il était surnommé le « Beau village » ou « La Belle Village » par les premiers Américains, arrivés après la vente de la Louisiane en 1803 par Napoléon Ier. 
La Grange surplombe la rivière Wolf. Le village est proche de la Forêt Nationale de Holly Springs.